# Протичовновий літак

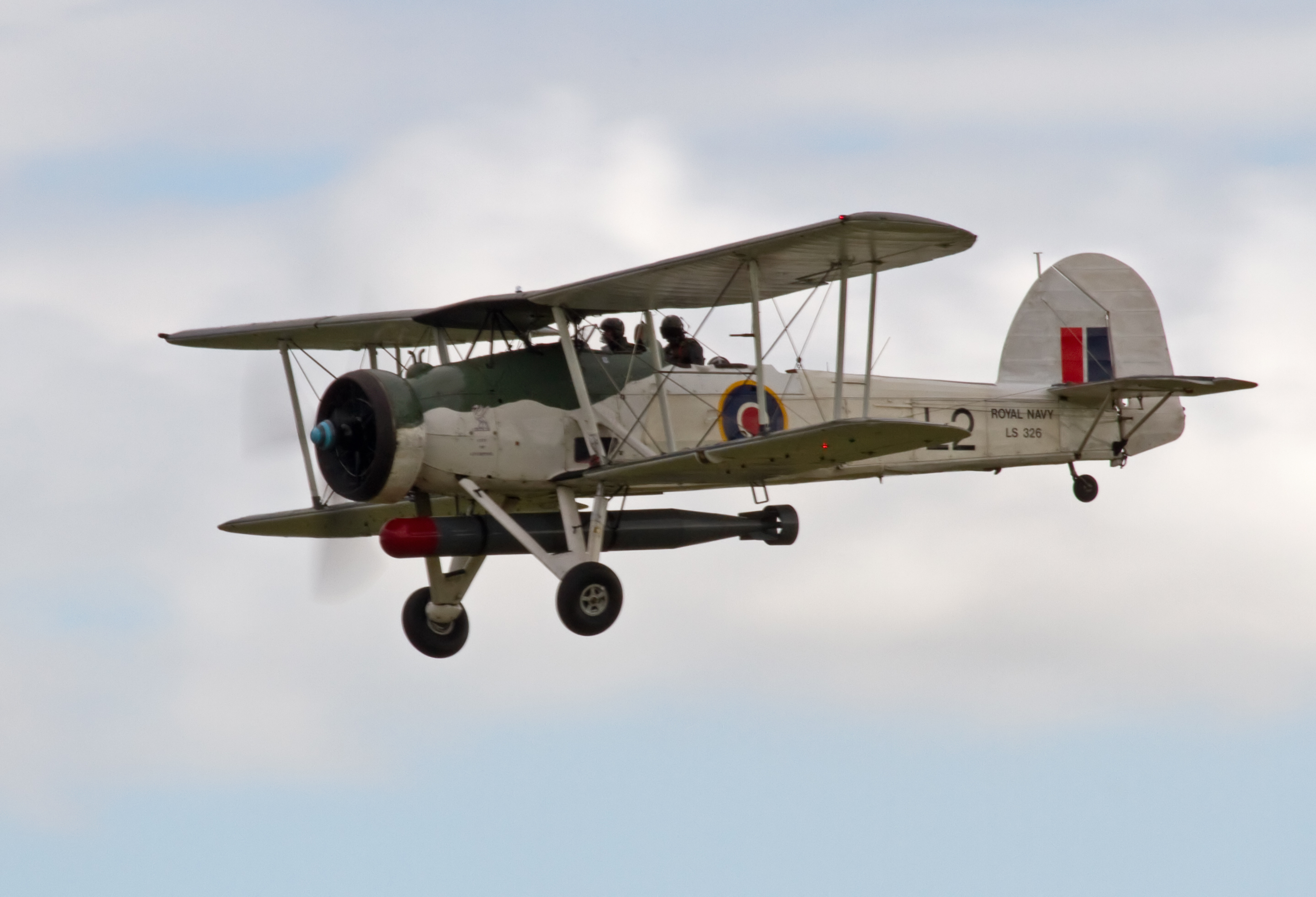
Британський торпедоносець/протичовновий літак Fairey Swordfish

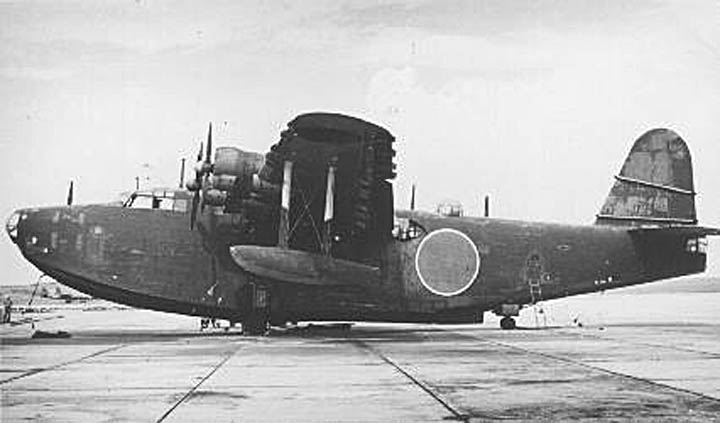
Японський літаючий човен Kawanishi H8K

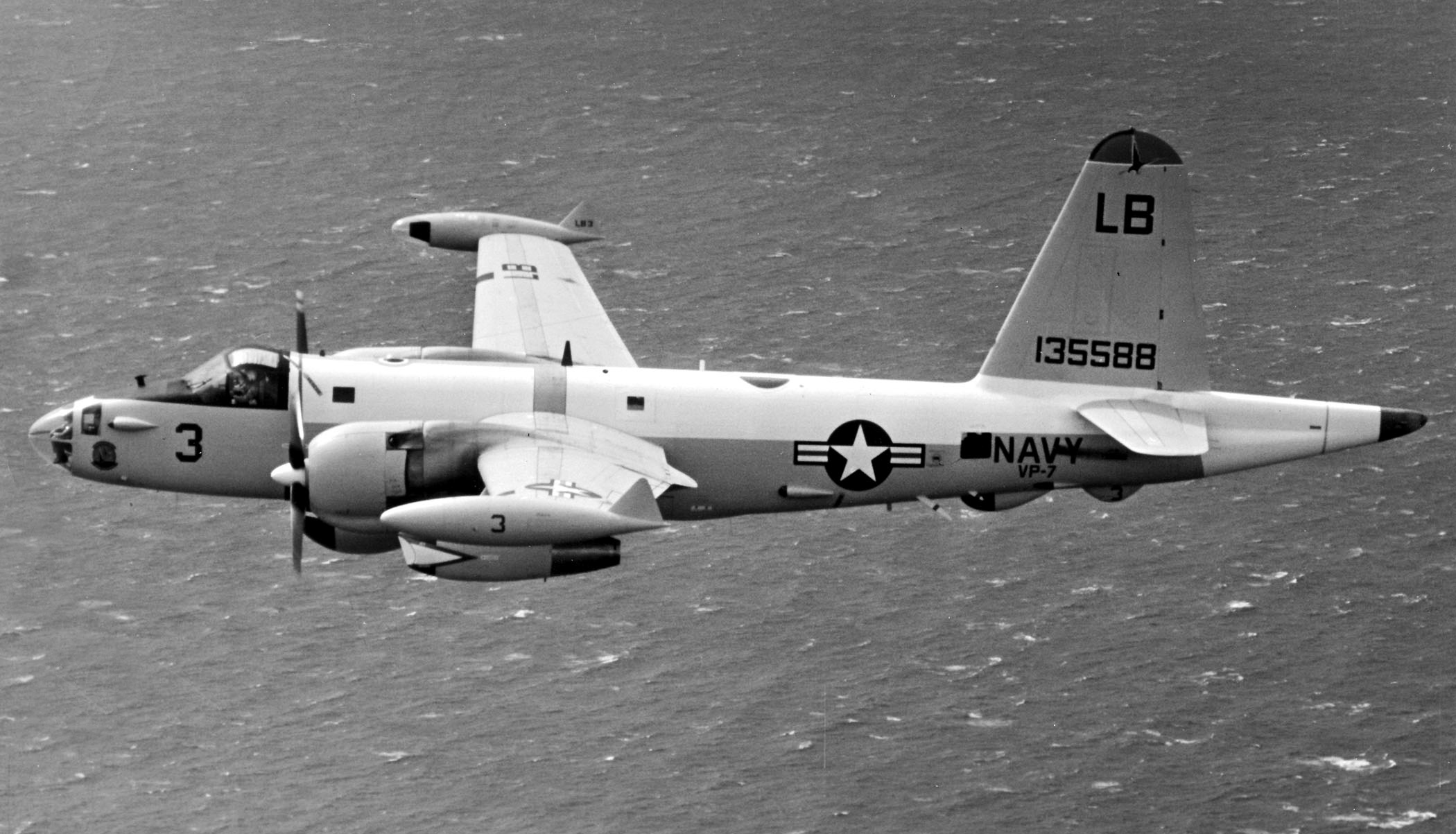
Американський патрульний літак P-2 Neptune

Протичовновий літак — бойовий літак, призначений для боротьби з підводними човнами противника на морських (океанських) театрах воєнних дій, а також для охорони бойових кораблів, транспортів у конвоях й десантних загонів на переході морем.

## Зміст
Протичовнові літаки входять до складу протичовнової авіації військово-морських або повітряних сил країн і становлять один з головних елементів протичовнових сил оборони.
До основних властивостей протичовнових літаків належать:
- здатність у короткі терміни переносити зусилля з одного напрямку на інший, швидко прибувати у визначений район та у стислі терміни обслідувати значні за площею райони можливого перебування підводних човнів противника;
- прихованість стеження за маневруваннями та діями підводних човнів;
- висока ефективність дії щодо знищення підводних човнів, що виявлені.

Протичовнові літаки бувають з колісним шасі, літаки-амфібії та гідролітаки, які на відміну від інших літальних апаратів оснащені спеціальними засобами виявлення та ураження субмарин.
Протичовнові літаки існують у складі авіації берегового базування (у США та інших країнах НАТО називаються патрульними літаками) і корабельного базування (палубна авіація), що базуються на авіаносці і протичовнові кораблі.

## Протичовнові літаки світу
- Grumman AF Guardian
- Lockheed P-2 Neptune
- Martin P5M Marlin
- Martin PBM Mariner
- Fairey Swordfish
- Boeing P-8 Poseidon
- Іл-38
- Lockheed S-3 Viking

## Джерело
- Радянська військова енциклопедія. «ОБЪЕКТЫ — РАДИОКОМПАС» //  = (Советская военная энциклопедия) / Маршал Советского Союза Н. В. ОГАРКОВ — председатель. — М. : Воениздат, 1978. — Т. 6. — С. 596-597. — ISBN 00101-223. (рос.)